# 台湾秋海棠
台湾秋海棠（学名：Begonia taiwaniana）是秋海棠科秋海棠属的植物，是台灣特有植物。分布在台灣，一般生长在林下。